# Oleg Gołowanow
Oleg Siergiejewicz Gołowanow (Олег Сергеевич Голованов, ur. 17 grudnia 1934 w Leningradzie, zm. 24 maja 2019) – rosyjski wioślarz reprezentujący ZSRR, mistrz olimpijski i wicemistrz świata.

## Kariera
Wystąpił na igrzyskach olimpijskich w Rzymie w 1960, gdzie wspólnie z Walentinem Boriejko wywalczył złoty medal w dwójkach bez sternika. W finale o 1,68 sekundy wyprzedzili osadę Austrii i o 1,79 sekundy osadę Finlandii. Brał też udział w igrzyskach olimpijskich w Tokio w 1964, gdzie w tej samej konkurencji odpadł w repasażach pierwszej rundy. 
W dwójkach bez sternika zdobywał też srebrne medale na mistrzostwach świata w Lucernie (1962) oraz mistrzostwach Europy w Mâcon (1959).
Zdobywał mistrzostwo ZSRR w dwójkach bez sternika w latach 1959-1963. Po zakończeniu kariery został trenerem, był absolwentem Narodowego Państwowego Uniwersytetu Wychowania Fizycznego, Sportu i Zdrowia im. Lesgafta. Prowadził między innymi reprezentację ZSRR na igrzyskach olimpijskich w Moskwie (1980). Odznaczony Orderem „Znak Honoru” (1960) oraz tytułami Zasłużonego Mistrza Sportu ZSRR (1960) i Zasłużonego Trenera ZSRR (1978).